# Peter Altenberg
Richard Engländer, bolje znan kot Peter Altenberg, avstrijski pesnik in pisatelj, prvi pisec literarnih črtic, * 9. marec 1859, Dunaj, † 8. januar 1919, Dunaj.

## Življenje
Rodil se je kot Richard Engländer. Njegov oče je bil judovski trgovec Moritz Engländer, mati pa Paulina, rojena Schweinburg. Najprej je študiral pravo, kasneje medicino. Študij je opustil in se zaposlil kot vajenec v založbi Julius Weise. Delo je opustil in se spet posvetil študiju prava. Leta 1895 je s pomočjo pisatelja Karla Krausa izdal svoj prvenec, zbirko črtic Wie ich es sehe (Kako jaz na to gledam). Marca 1900 je zapustil izraelsko versko skupnost. Čez deset let se je dal krstiti, njegov krstni boter je bil arhitekt Adolf Loos. Po kratkem bivanju v Münchnu se je vrnil na Dunaj, kjer si je pridobil sloves pomembne javne osebnosti. Zdravnik mu je diagnosticiral preobčutljivost živčnega sistema. Zaradi bolezni je moral večkrat obiskati psihiatra. Čeprav si je želel normalne službe, ni bil sposoben delati in je večino časa preživel v dunajskih kavarnah. Stalno se je zadolževal. Veljal je za mestnega posebneža, naklonjenega dekletom. Umrl je v dunajski bolnišnici. Slovenci so o njegovi smrti brali v časniku Dom in svet 1919.

## Delo
Navdihovali so ga kratki vtisi, bežna srečanja ali naključno slišani pogovori v krogu dunajske moderne. Stilistično njegova besedila odlikuje distancirano opisovanje. Altenbergovo delo sestoji iz kratkih proznih besedil, ki jih je bilo težko uvrstiti med kanonizirane literarne oblike. Označil jih je kot Prosaskizzen (črtice). V proznih skicah oziroma aforističnih drobcih, kakor jih je 
tudi poimenoval, je puščal obsežna prazna mesta, ki jih mora zapolniti bralec sam. Besedila so posnetki trenutkov dunajskega družabnega življenje na prelomu stoletja. Uspelo mu je prikazati celovito sliko časa. Pomembno vlogo v njegovih delih igrajo barve, zvoki in razpoloženja. Altenberg je eden najpomembnejših predstavnikov impresionizma.
V literarno zgodovino se je zapisal kot avtor dunajske priložnostne kavarniška literatura (Kaffehausliteratur).
Tematiziral je sorodnost med umetnikom in nežno dekliško dušo ter iskal simbiozo moškega razuma in ženske lepote. V eni izmed zbirk njegovih skic je to osrednja tema. Zbirko je v celoti namenil dekletom in ženskam, do katerih je čutil posebno zvezo, in se oklical za odrešitelja teh nesrečnih duš. Ženska naj bi si globoko v duši želela popolnega moškega, zato jo njegova nepopolnost žalosti. Altenberg prigovarja moškemu, da njegova popolnost ženski predstavlja odrešitev.
Nekaj njegovih besedil je uprizoril  kabaretist Egon Friedell, ki je vir anekdot o Altenbergu. Tudi v slovenskih humorističnih časopisih najdemo anekdote o pisatelu. 

## Najpomembnejša dela v nemščini
- Wie ich es sehe (1898) (COBISS)
- Neues Altes (1911) (COBISS)
- Vita ipsa (1919) (COBISS)

## Altenberg in Slovenci
Na Ivana Cankarja je vplival z dvema črticama, ki dunajske parke prikazujeta kot prostor, v katerem prebiva mir in je odmaknjen od velemesta. Stanko Majcen je prav tako kot Altenberg v skopih dialogih puščal mnogo praznih mest, ki jih mora dopolniti bralec. Ta so tako pogosta, da ob ponovnem prebiranju še avtor ni več vedel, kaj je želel povedati z napisanim. Podobnost se kaže predvsem v Majcnovih dunajskih povesticah. V črtici Plesalka je podobno kot Altenberg občudoval lepoto ženske in tudi skozi njene oči prikazal otopelost in brutalnost moškega. Po Altenbergu je tudi Majcnov motiv mlade deklice in njen odnos z umetnikom.
Altenberg je Jožetu Plečniku poslal dve pismi. Arhitekta pozna po Zacherlovi hiši in jo hvali, ker je njena konstrukcija bližja naravni, kar ni bilo značilno za zgradbe tistega časa.
Pisal je lirično prozo, godba njegovega jezika je bila čudovita. Obvladal je poseben način, zgrabiti v srce stvari, ne da bi se je dotaknil, V nebistvenem se zrcali  bistveno. Nov način občutenja. To, kar ni zapisano, je pravzaprav vsebina, zapisano je samo senca vsebine, V vrstah je mir, med vrstami divja drama. -- Iz Bevkovega nekrologa, DiS 1919

## Prevod v slovenščino
- Težko srce (1919) (tudi na Wikiviru)